# アイベリー
アイベリーはイチゴの品種名。市場にはあまりでまわっていないが、大玉品種として贈答用に人気が高い。また、大玉な品種であることからさまざまなイチゴ品種の交配親としても利用されている。愛ベリー（あいベリー）とも表記される。アイ（愛）は愛知県の「愛」とされている。

## 特徴
通常、イチゴの果実は1個15グラムとも言われているが、アイベリーは40グラムほどになり、中には100グラムといった超大玉と呼ばれるようなものもある。しかしながら、粒の大きさが不ぞろいであり、果実が柔らかくて輸送性にも問題がある。また、栽培が難しいことも特徴で、生産量は減少している。
アイベリーを親として、さちのか、濃姫など多くの品種が育成されている。

## 開発経緯
愛三種苗株式会社（愛知県）が1983年に育成した。交配系統は企業秘密とされ公開されていないが、麗紅の自然交雑実生と宝交早生の交配から選抜されたものではないかと推測されている。